# Callao (distrikt)

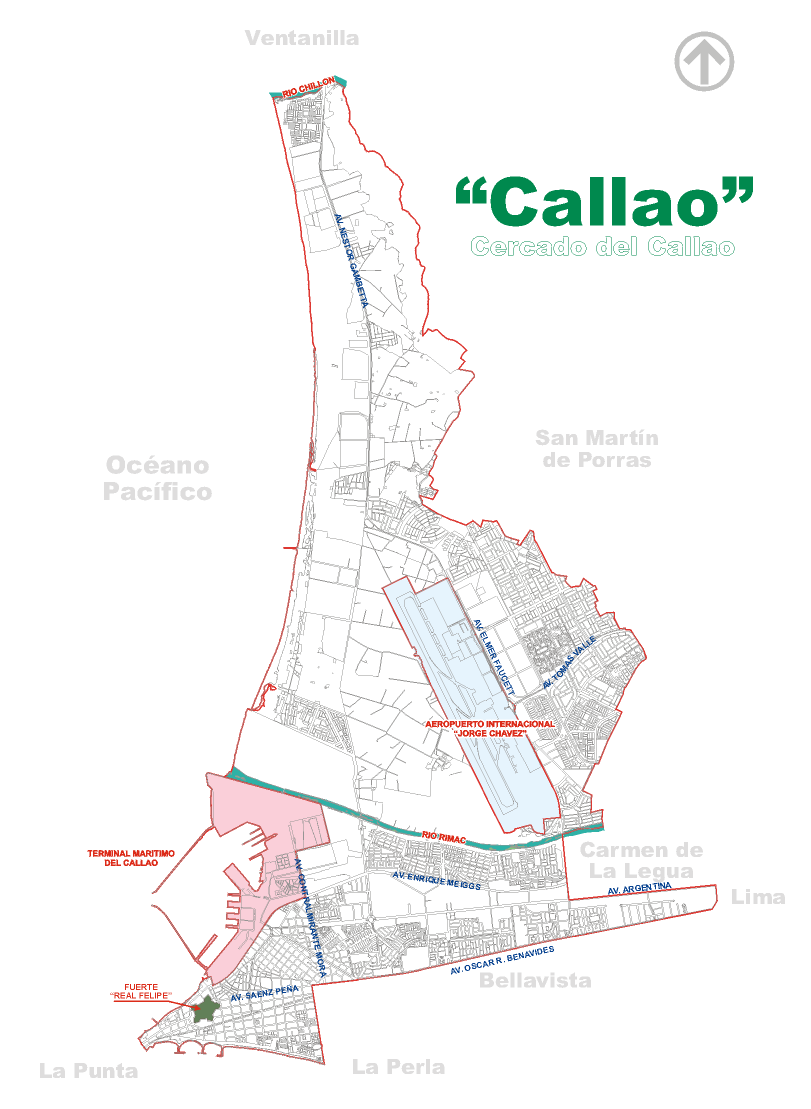
Distriktet Callao

Distriktet Callao är ett av de sex som bildar Provincia Constitucional del Callao.
Distriktet gränsar i norr till Ventanilla, i öster till Lima och distriktet Carmen de La Legua-Reynoso, i söder till Bellavista och La Perla, och i väster till Stilla havet och till La Punta.
Distriktet bildades genom dekret den 20 augusti 1836.

## Befolkning och utbredning
Distriktet har en befolkning på drygt 400 000 invånare på 45,65 km². 
I kanten av distriktet ligger sjöhamnen Puerto del Callao (Perus viktigaste sjöfartshamn), och Jorge Chavéz internationella flygplats (landets största och viktigaste flygplats).
Genom att ha den viktigaste flyghamnen och sjöhamnen i landet, innehar El Callao bokstavligen inträdesporten till Peru.
Bland de religiösa byggnaderna utmärker sig Iglesia Matriz och Santa Rosa.
I Callaos hamn ligger befästningen Fortaleza del Real Felipe, spanjorernas sista bastion under kriget för Perus självständighet.
Callao är platsen för många peruanska klubbar, bland dessa märks Atlético Bilis, Sport Boys Association, Yacht Club Peruano och Atlético Chalaco. 
I Callao ligger också betydande allmänna skolor som Colegio Nacional 2 de Mayo, och privata skolor som San Antonio Marianistas, Maristas San José Amerikanska skolan i Callao.
Palominoöarna, som ligger nära hamnen Callao, har en stor koloni sjölejon och har många besökare.